# Pseudomaenas bivirgata
Pseudomaenas bivirgata là một loài bướm đêm trong họ Geometridae.